# Vauxhall Viva
Der Vauxhall Viva war ein britischer PKW der unteren Mittelklasse, der vom damals zu General Motors gehörenden Fahrzeughersteller Vauxhall produziert wurde. Er wurde von 1963 bis 1979 in verschiedenen Ausführungen gebaut und 1979 zugunsten des Nachfolgers Vauxhall Astra eingestellt. 
Ab Mitte 2015 wurde der koreanische Kleinstwagen Chevrolet Spark in Großbritannien und Nordirland als Vauxhall Viva angeboten.

## Viva HA (1963–1966)

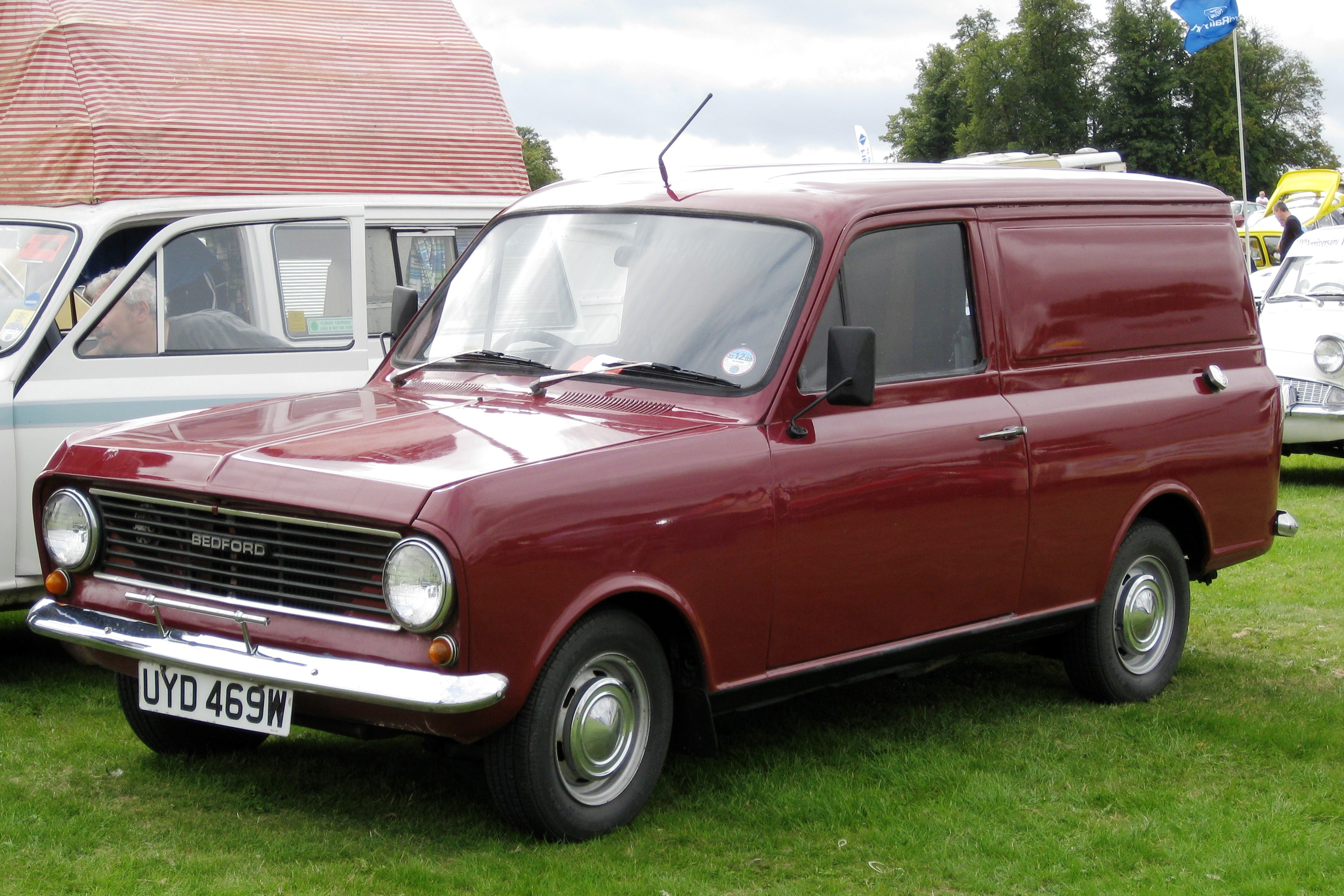
Bedford HA

Der Viva HA war das erste neue Modell der unteren Mittelklasse von Vauxhall nach dem Zweiten Weltkrieg. Der Wagen hatte einen Motor mit 1057 cm³ Hubraum (74,3 mm Bohrung, 60,96 mm Hub), dreifach gelagerter Kurbelwelle und hängenden Ventilen (OHV). Der Frontmotor trieb über eine Membranfederkupplung, ein vollsynchronisiertes Vierganggetriebe mit kurzem Mittelschalthebel und eine Kardanwelle die Hinterräder an.
Die Kastenwagen-Version wurde Bedford HA genannt und blieb bis 1983 in Produktion. Tausende dieser Fahrzeuge wurden vom britischen General Post Office gekauft, so dass die hellgelben Fahrzeuge im Vereinigten Königreich ein alltäglicher Anblick waren. In begrenzter Auflage baute Martin Walter Ltd. in Folkestone den Bedford HA  zu einem Kombi um, der als Bedford Beagle vermarktet wurde.
Der unter der Leitung von David Jones und Maurice Platt entwickelte Viva HA setzte in seiner Zeit neue Standards für Leichtbau, leichte Bedienbarkeit, kurze Schaltwege, leichtgängige Lenkung und Kupplung, gute Rundumsicht und relativ spritzige Leistungsentfaltung. Er wurde aktiv als Fahrzeug für Frauen vermarktet.
Der vordere Fahrschemel (Zahnstangenlenkung, Radaufhängung und Motorlager) des Viva HA wurden gerne von den Hot-Rod-Herstellern in Großbritannien verwendet, da seine Mechanik, ähnlich der aus den 1930er-Jahren, einfach war und auch wesentlich größere Motoren aufnehmen konnte. Der Fahrschemel enthält die Radaufhängung an doppelten Querlenkern mit Querblattfeder und kann in einem Stück aus dem Fahrzeug entfernt und in ein anderes Fahrzeug eingebaut werden. Die Hinterachse ist starr und wird von halbelliptischen Längsblattfedern gefedert und zusätzlich von einer Deichsel geführt. Die Betriebsbremse besteht aus hydraulisch betätigten Trommelbremsen an jedem Rad, vorne sind es Duplexbremsen. Die Parkbremse wirkt über Seilzüge auf die hinteren Bremstrommeln. Gegen Aufpreis waren Scheibenbremsen an der Vorderachse erhältlich.
In Kanada wurde der Viva HA als Vauxhall Viva von Pontiac- und Buick-Händlern sowie als Vauxhall Envoy/Epic von Chevrolet- und Oldsmobile-Händlern verkauft. Er belegte nach dem VW Käfer den zweiten Platz in der Importstatistik für Wagen der unteren Mittelklasse.
Am Anfang wurde der Viva HA nur als Basis- und DeLuxe-Variante angeboten; die besser ausgestattete SL-(Super DeLuxe-)Variante erschien erst Ende 1965. Es gab den Standardmotor und den leistungsfähigeren „90“, was dazu führte, dass der Vauxhall Viva in manchen Märkten in 6 Ausführungen erhältlich war. Die „90“-Modelle gab es mit Scheibenbremsen vorne, während die SL-Ausführungen blitzförmige Applikationen auf den Seitenflächen, einen aufwendigeren Kühlergrill, große Radkappen (anstatt Achskappen), drei runde Rücklichtelemente und eine bessere Innenausstattung hatten.
Der Viva HA wurde über 306.000 Mal verkauft, und so kehrte Vauxhall erfolgreich in den Markt der unteren Mittelklasse zurück, den sie nach dem Zweiten Weltkrieg verlassen hatten. Wie bei anderen Fahrzeugen aus dieser Zeit litt die Karosserie des Viva HA allerdings stark unter Korrosion, so dass heute nur noch wenige Exemplare existieren.
1964–1966 wurde der Viva HA von Holden in Australien auch als Holden HA angeboten.

## Viva HB (1966–1970)
Der Viva HB war ein größeres Auto als der Viva HA und hatte wie die US-amerikanischen General-Motors-Modelle Chevrolet Impala/Caprice aus dieser Zeit eine akzentuierte wellenförmig gekrümmte Gürtellinie (Coke-Bottle-Linie). Standardmäßig hatte er den auf 1159 cm³ aufgebohrten Motor seines Vorgängers. Die Hinterachse war neu: weiterhin starr, aber mit Schraubenfedern und vier schräggestellten Längslenkern und nicht mehr mit Blattfedern aufgehängt. Mit dieser Hinterachse und der Schubstreben-Vorderradaufhängung war der Wagen fahrwerksseitig deutlich moderner als der kurz zuvor vom GM-Konzern herausgebrachte Opel Kadett B.
Außer dem Standard- und dem „90“-Motor gab es für kurze Zeit auch einen „Brabham 90“-Motor, von dem man sagte, er sei zusammen mit dem bekannten Rennfahrer Jack Brabham entwickelt worden. Die heute nur noch selten anzutreffenden Brabham-Modelle hatten auffällige schwarze Streifen, die vom vorderen Ende der Motorhaube über die Kotflügel nach hinten liefen.
Gleichfalls angeboten wurden zwei größere Motoren mit obenliegender Nockenwelle (OHC) aus dem Vauxhall Victor: ein Motor mit 1975 cm³ und Doppelvergaser für den Viva GT ab Februar 1968 und ein 1599-cm³-Motor für den Viva 1600 ab Mai 1968.
Durch das erweiterte Motorenprogramm gab es viele Veränderungen bei den unterschiedlichen Modellen in Grund-, Deluxe- und SL-Ausstattung, zum Beispiel einen Standard-1,2-Liter, einen 1,2-Liter „90“ und einen 1,2-Liter „90 Brabham“, und darüber hinaus Kombinationen mit den vorher erwähnten OHC-Motoren. Der „Brabham“ wurde eigentlich vom „Viva 1600“ ersetzt, allerdings beschwerten sich viele Kunden über den hohen Benzinverbrauch mit diesem Motor. Scheibenbremsen gab es bei den „90“-Modellen und bei denen mit OHC-Motor, während der größere 56 Liter-Tank dem „1600“ und dem „GT“ vorbehalten war.
Die GT-Modelle gab es anfangs mit pseudo-sportlicher Ausstattung, wie mattschwarzer Motorhaube mit Lufthutzenattrappen, 4-Rohr-Auspuffattrappen, verchromten Radkappen. Diese übermäßig „sportliche“ Ausstattung verschwand Ende 1969, als das Äußere und das Armaturenbrett der GT-Modelle überarbeitet und die Getriebeübersetzung verändert wurden, was dem „GT“  zu einem ausgereifteren – wenn auch etwas langsameren – Sportmodell machte. Vom Viva GT wurden nur 4606 Stück gebaut, weswegen sie heute sehr gesucht und dementsprechend teuer sind.
Zuerst gab es den Viva HB nur als zweitürige Limousine, Ende 1967 folgte ein attraktiver, dreitüriger Kombi, aber erst die Erweiterung des Angebots um eine viertürige Limousine Ende 1968 ließ die Verkaufszahlen weltweit nach oben schnellen.
Der Karosserie-Spezialist Crayford baute einige Zweitürer zu Cabriolets um.
Der Vauxhall Viva HB wurde in Australien als Holden Torana gebaut und verkauft.
Kanadische Chevrolet/Oldsmobile-Händler verkauften bis 1970 den Viva als Vauxhall Envoy/Epic.
Das elegante Äußere und die spritzige Leistungsentfaltung machten den Viva HB zum Bestseller; fast 560.000 Stück wurden gebaut. Nach Vauxhalls schlechten Erfahrungen mit der Rostvorsorge beim Vorgänger wurde beim Viva HB die Verarbeitungsqualität der Karosserie deutlich verbessert.

## Viva HC (1970–1979)

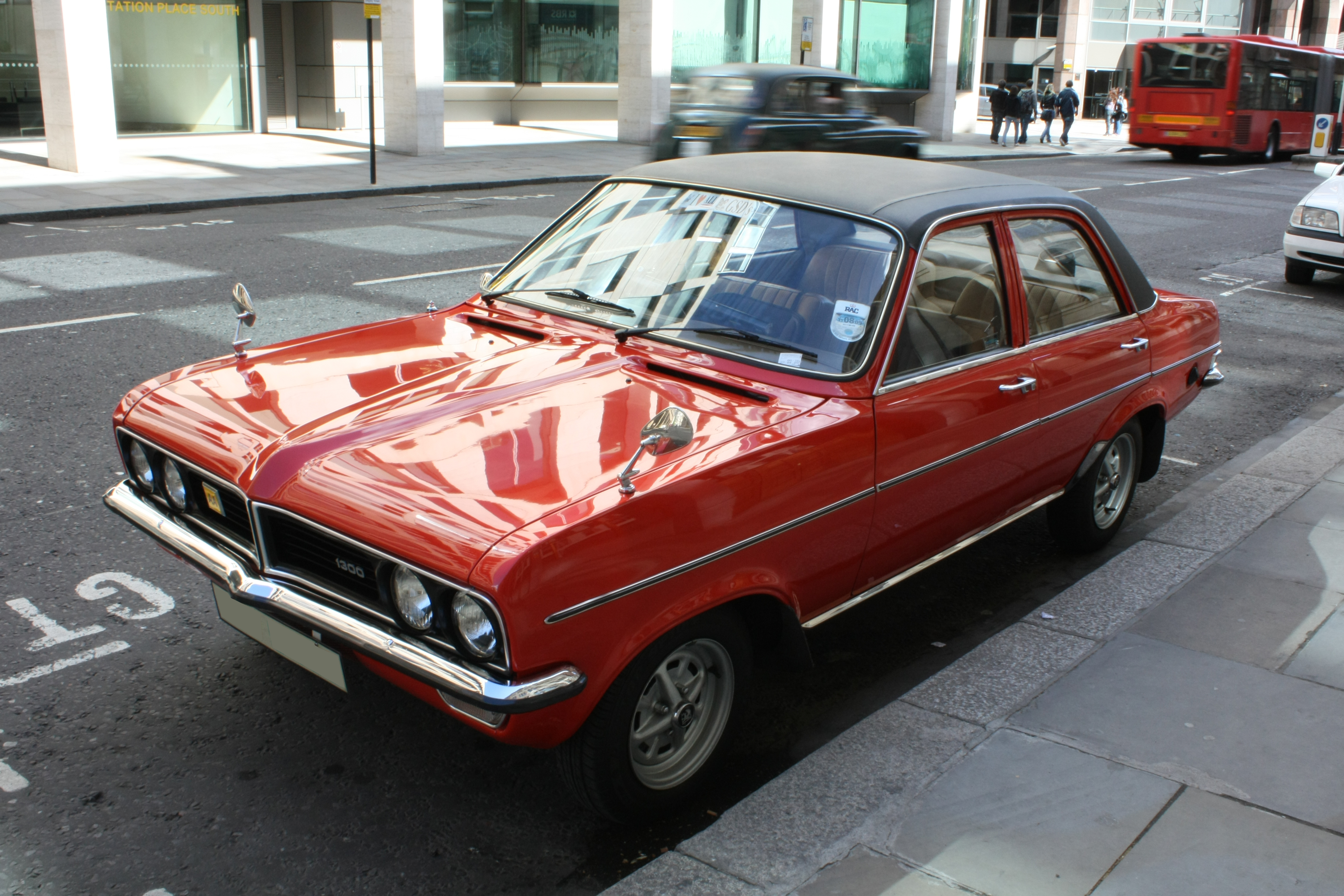
Frontansicht

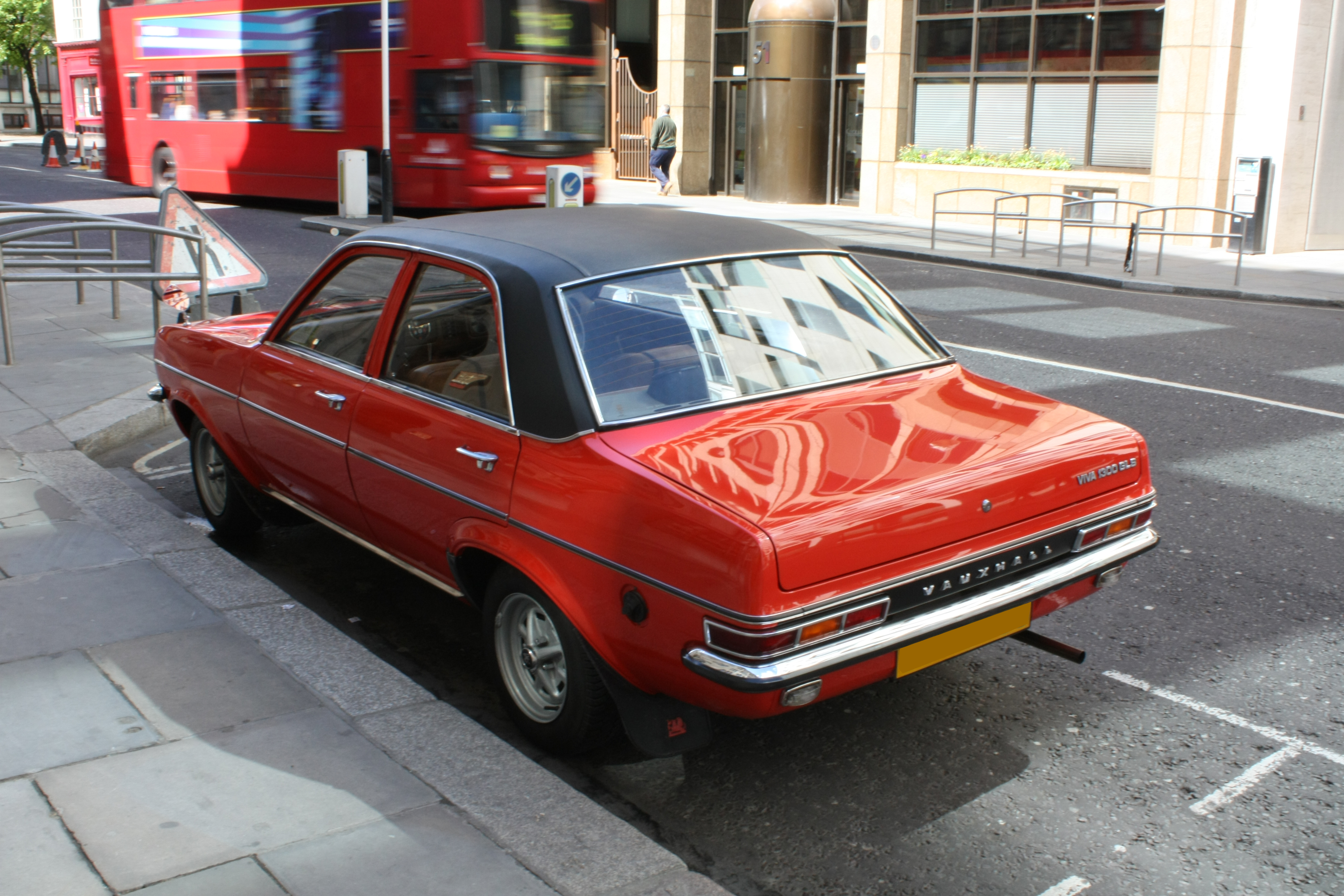
Heckansicht

Der Viva HC entsprach in der Mechanik seinem Vorgänger, hatte aber ein moderneres Styling und bot mehr Innenraum durch verbesserte Sitze. Es gab zwei- und viertürige Limousinen sowie einen Kombi mit Heckklappe. Das
Motorenangebot umfasste den Standard – 1159 cm³, den 1159 cm³ „90“ und dem 1600-OHC-Motor. Der 2,0 GT war in Europa nicht mehr im Angebot, jedoch bei den in Kanada als Firenza (ohne Vauxhall) angebotenen Fahrzeugen die einzig verfügbare Motorisierung. Chevrolet-Händler ersetzten den „Envoy Epic“ durch das Chevrolet-eigene „Vega“-Modell. In Kanada wurde der Viva HC vom Markt genommen, nachdem sich die Kunden zwei Jahre lang über Korrosion und mangelnde Zuverlässigkeit beschwert hatten. Eine Sammelklage gegen General Motors wurde erst in den frühen 1980er-Jahren entschieden.
Der amerikanische Einfluss war beim Viva HC immer noch spürbar: er besaß schmale, horizontale Rücklichter, ein flaches Armaturenbrett mit Breitbandtachometer und eine betonte Erhöhung auf der Mitte der Motorhaube, die sich im Frontstoßfänger fortsetzte.

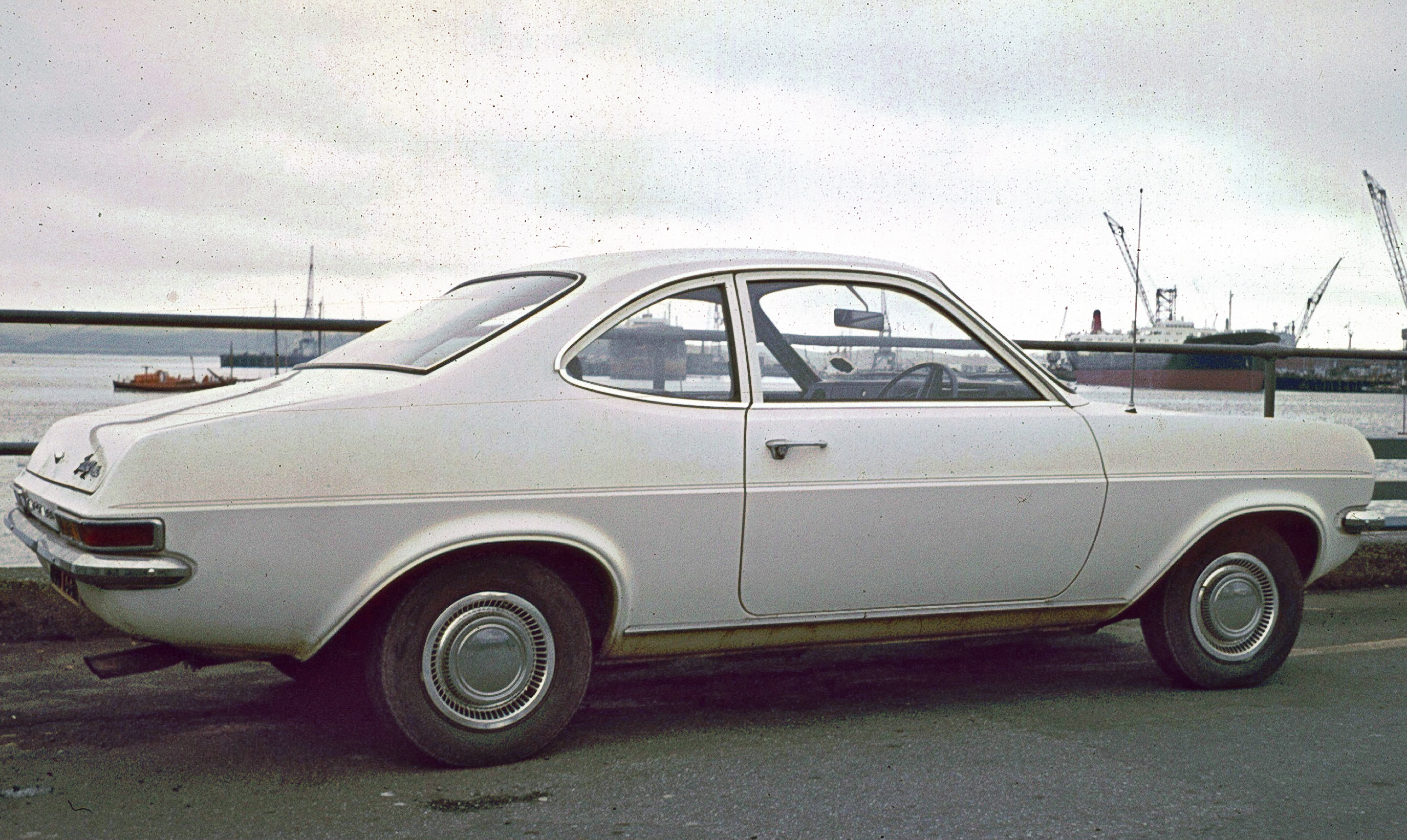
Vauxhall Firenza

Eine Vauxhall Firenza genannte Coupé-Version wurde im Frühjahr 1971 eingeführt, um mit dem Ford Capri und dem angekündigten Morris Marina Coupé konkurrieren zu können. Es gab sie in DeLuxe- und SL-Ausstattung; letztere hatte Doppelscheinwerfer. Schließlich übernahm man auch den Doppelvergasermotor vom Viva GT.
Der Basismotor wurde im Spätjahr 1971 von 1159 cm³ auf 1256 cm³ aufgebohrt und die „90“-Version entfiel.
Die OHC-Maschinen wurden im Frühjahr 1972 überholt; der 1,6 Liter bekam nun 1759 cm³, der 2,0 Liter Doppelvergaser 2279 cm³. Im gleichen Zug verloren der Viva 2300 SL und der Firenza Sport SL ihren Breitbandtacho und bekamen ein attraktives, siebenteiliges Instrument. Firenza SLs hatten zwei Rundinstrumente, während alle anderen Vivas und Firenzas immer noch die ursprüngliche Ausstattung besaßen.
Im September 1973 wurde das Viva-Angebot aufgeteilt: Die 1256 cm³ Grundversionen blieben Vivas, ebenso, wenn der 1,8-Liter-Motor mit Automatik gewählt wurde. Die anderen 1,8 Liter- und die 2,3 Liter-Modelle bekamen eine luxuriösere Ausstattung und wurden fortan Vauxhall Magnum genannt. Der Vauxhall Firenza wurde stark überarbeitet und erhielt eine aerodynamische Front sowie eine stärkere 2,3-Liter-Maschine mit Doppelvergaseranlage und einem ZF-5-Gang-Getriebe, was ihn zum „Firenza HP“ (= High Performance) machte.
Im Jahre 1975 wurde der Viva erneut überarbeitet; die neuen Ausstattungsvarianten hießen E (für Economy), L und SL. Der E war Vauxhalls Antwort auf den Ford Popular und wurde zunächst als zweitüriges Coupé-Sondermodell mit den überzähligen Firenza-Karosserien angeboten, bevor aus ihm ein offizielles Viva-Modell, eine zweitürige Limousine, wurde. Er war der einzige Viva, der immer noch den Breitbandtacho besaß, nachdem der L und SL die gleichen zwei Rundinstrumente wie der Firenza SL bekamen.
In Neuseeland wurde der Viva 1975 in „Magnum 1300“ umbenannt. Er hatte die Doppelscheinwerferanlage und bessere Ausstattung, um das schlechtere Image einer Vauxhall-Basisversion und die damit verbundenen, schlechter werdenden Verkaufszahlen zu überwinden.
Eine „Chevrolet Firenza“ benannte Version des Viva HC wurde in Südafrika produziert, entweder mit der britischen 1,3 Liter-Maschine oder mit dem 2,5-Liter-Motor von Chevrolet. Das Firenza-Coupé aus Großbritannien wurde ebenfalls in Südafrika in einer besonderen Ausführung mit dem leistungsstarken Chevrolet-V8-„Small Bloc“ (= 5,7-Liter-Motor) angeboten.
Die Vauxhall-Viva-Produktion wurde Anfang 1975 heruntergefahren, als General Motors den neuen Vauxhall Chevette als Limousine, Kombi und Kombilimousine einführte – die Kombilimousine wurde auch als Opel Kadett City verkauft. Der Vauxhall Viva blieb bis 1979 in Produktion, als der neue Vauxhall Astra auf den Markt kam. Die Produktion endete zu einem Zeitpunkt, als die europäischen Hersteller in der unteren Mittelklasse von der Limousine mit Hinterradantrieb auf die Kombilimousine mit Frontantrieb umschwenkten. Die Einstellung des Viva 1979 stellte für Vauxhall einen Meilenstein dar, da dieser das letzte Auto war, das komplett von der Firma in Luton entworfen worden war. Alle folgenden Vauxhalls waren Opel mit Vauxhall-Emblem, bzw. im Falle des Vauxhall Monaro von 2004 ein Holden mit anderen Firmenzeichen.
Der Viva HC wurde ungefähr 640.000 mal verkauft; zusammen mit seinen Vorgängern gleichen Namens brachte er es auf mehr als 1,5 Millionen Stück. Der einmillionste Vauxhall Viva war ein goldfarben lackierter Viva HC und lief im Juli 1971 vom Band.

## Zeitgenössische Wettbewerber in Großbritannien
- Morris Marina
- Ford Escort
- Hillman Avenger

## Die Wiederbelebung des Namens
In den folgenden 25 Jahren erschien der Name „Viva“ nicht mehr in den Prospekten von General Motors. 2004 erschien der GM-AvtoVAZ Chevrolet Viva aus einer Produktion zusammen mit dem Hersteller der Lada-Automobile, AwtoWAS, in Russland. Im Wesentlichen war dies allerdings ein viertüriger Opel Astra G. Der Name wird ebenfalls von Holden in Australien und Neuseeland für Versionen des Daewoo Lacetti und des Daewoo Nubira benutzt.
Seit  2015 wird der Name  Vauxhall Viva in Großbritannien für einen in Korea gebauten Kleinstwagen auf der GM-Gamma-Plattform verwendet, der unter anderem als Chevrolet Spark und in Deutschland als Opel Karl vermarktet wird.